# Melitaea parthenoides
Melitaea parthenoides е вид пеперуда от семейство Многоцветници (Nymphalidae). Видът не е застрашен от изчезване.

## Разпространение и местообитание
Разпространен е в Андора, Германия, Испания, Италия, Португалия, Франция и Швейцария.
Регионално е изчезнал в Австрия.
Обитава гористи местности, ливади и степи.

## Описание
Популацията на вида е намаляваща.